# Dilek Kalayci

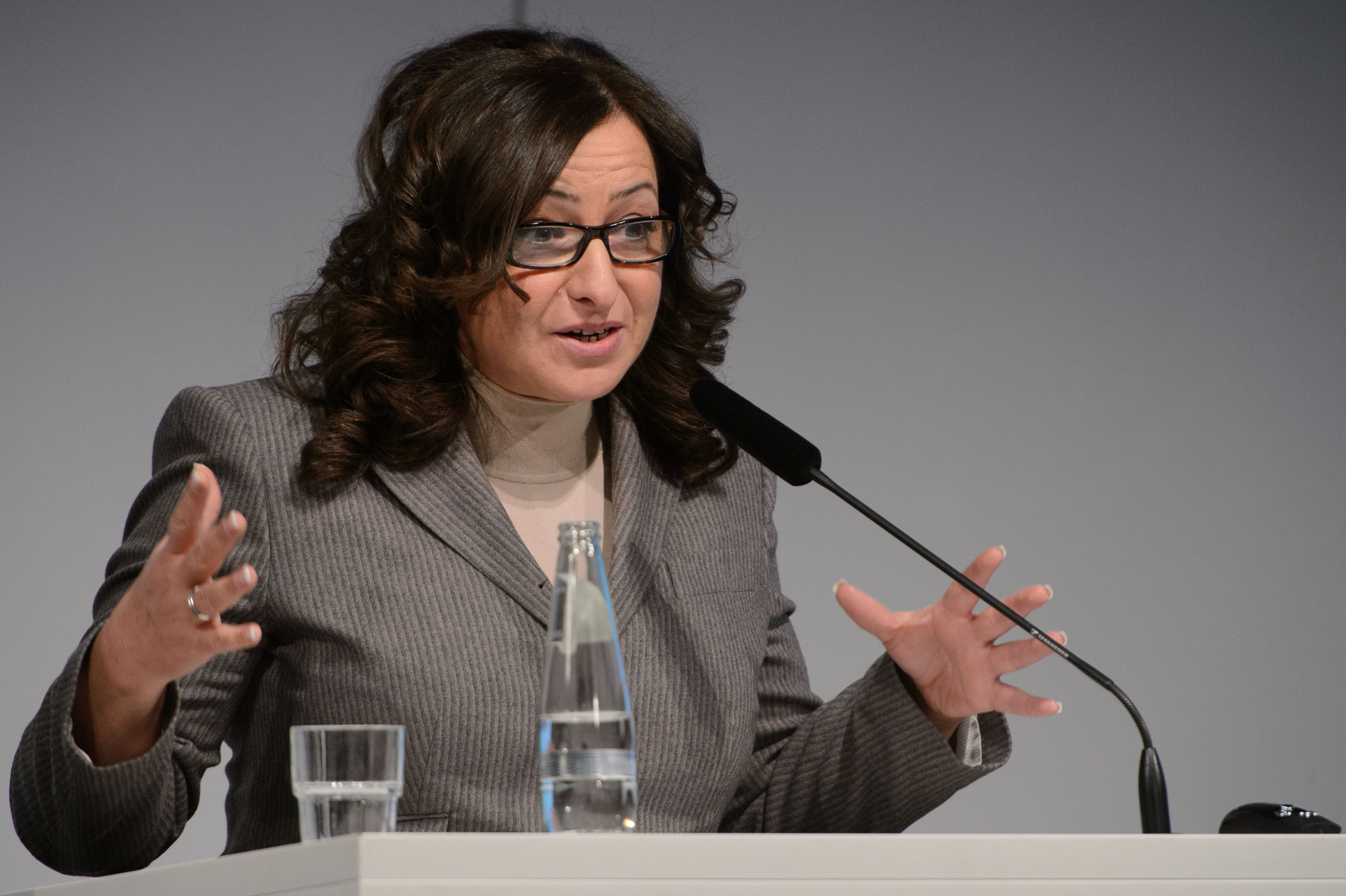
Dilek Kalayci, 2013

Dilek Kalayci (früher: Dilek Kolat, geb. Demirel, * 7. Februar 1967 in Kelkit, Türkei) ist eine deutsche Politikerin (SPD) türkischer Abstammung. Sie war Mitglied des Abgeordnetenhauses von Berlin, 2011 bis 2016 Senatorin für Arbeit, Integration und Frauen und 2016 bis 2021 Senatorin für Gesundheit, Pflege und Gleichstellung sowie von 2014 bis 2016 Stellvertreterin des Regierenden Bürgermeisters von Berlin.

## Leben
Kalayci lebt seit ihrem dritten Lebensjahr in Berlin. Sie studierte Wirtschaftsmathematik an der Technischen Universität Berlin und schloss dieses Studium als Diplom-Wirtschaftsmathematikerin ab. Anschließend war sie Mitarbeiterin der Deutschen Kreditbank in den Bereichen Controlling, Asset Management und Compliance. In erster Ehe war sie mit Kenan Kolat verheiratet und seit Mai 2019 ist sie mit dem Gewerkschaftssekretär Hivzi Kalayci verheiratet.

## Politik
Von 1995 bis 1999 war Kalayci Mitglied der Bezirksverordnetenversammlung Schöneberg und dort stellvertretende Vorsitzende der SPD-Fraktion. Bei der Wahl zum Abgeordnetenhaus von Berlin 2001 wurde sie mit dem besten Erststimmenergebnis der SPD (39,6 %) in das Berliner Abgeordnetenhaus gewählt, wo sie Vorsitzende der AG Bezirke des Hauptausschusses war und Sprecherin der SPD im Untersuchungsausschuss Tempodrom.
Von 2004 bis 2018 war Kalayci Kreisvorsitzende der SPD Tempelhof-Schöneberg. Sie war Mitglied im Bundesparteirat der SPD und vertrat dort den Landesverband Berlin.
Bei den Wahlen zum Abgeordnetenhaus von Berlin im September 2006 gewann sie mit 41,2 % der Stimmen in ihrem Wahlkreis Tempelhof-Schöneberg 3 nicht nur das Direktmandat, sondern erzielte erneut das beste Erststimmenergebnis für die SPD.
In der 16. Wahlperiode (2006–2011) wurde Dilek Kalayci zur stellvertretenden Fraktionsvorsitzenden der SPD-Fraktion des Abgeordnetenhauses gewählt. Sie gehörte wieder dem Hauptausschuss an. Außerdem war sie Vorsitzende des Unterausschusses Vermögensverwaltung des Hauptausschusses sowie Schriftführerin des Unterausschusses Beteiligungsmanagement und -controlling des Hauptausschusses. 2011 war sie zudem finanz- und haushaltspolitische Sprecherin der SPD-Fraktion im Berliner Abgeordnetenhaus.
Bei der Wahl zum Abgeordnetenhaus von Berlin 2011 errang sie mit 33,7 Prozent erneut in ihrem Wahlkreis Tempelhof-Schöneberg 3 das Direktmandat.
Am 28. November 2011 wurde sie vom Regierenden Bürgermeister von Berlin Klaus Wowereit als Senatorin für Arbeit, Integration und Frauen des Landes Berlin bestimmt. Am 30. November 2011 wurde Kalayci zur Senatorin ernannt und am 1. Dezember 2011 vereidigt (Senat Wowereit IV). Nach der Wahl Michael Müllers zum Regierenden Bürgermeister von Berlin am 11. Dezember 2014 wurde Kalayci als Bürgermeisterin von Berlin und damit Stellvertreterin des Regierenden Bürgermeisters Michael Müller ernannt.
Nach der Wahl 2016 wurde Kalayci am 8. Dezember 2016 Senatorin für Gesundheit, Pflege und Gleichstellung. Zur Bürgermeisterin wurde sie nicht mehr ernannt, weil beide Bürgermeisterposten in der neuen Dreierkoalition den anderen Koalitionspartnern zustanden. Sie ist Mitglied des Aufsichtsrates von Vivantes sowie Vorsitzende des Kuratoriums der Kaiserin-Friedrich-Stiftung und Mitglied des Beirates der Berliner Sparkasse.
Kalayci gab am 6. August 2020 bekannt, dass sie bei der Wahl zum Abgeordnetenhaus von Berlin 2021 nicht wieder kandidieren werde und kein Senatorenamt anstrebe. Gründe nannte sie nicht. Mit der Bildung des Senats Giffey endete ihre Tätigkeit als Senatorin am 21. Dezember 2021.

## Verurteilung wegen Korruption
Im Dezember 2022 wurde ein Korruptionsverdacht gegen Kalayci bekannt. Ab Mitte November 2021 lief ein Ermittlungsverfahren der Staatsanwaltschaft wegen des Verdachts der Vorteilsannahme. Eine Kommunikationsagentur, die die Hochzeit von Kalayci kostenlos organisiert  hatte, bekam den Auftrag für die Werbekampagne „Pflege Deine Zukunft“ der Senatsverwaltung für Wissenschaft, Gesundheit, Pflege und Gleichstellung. Im August 2024 wurde Anklage wegen Bestechlichkeit und gegen den Unternehmer wegen Bestechung erhoben. Die damalige Senatorin soll hiernach im Frühjahr 2019 den Unternehmer mit der Organisation ihrer Hochzeitsfeier beauftragt haben, wobei vereinbart worden sei, dass Kalayci die Leistungen in Höhe von etwa 11.240 Euro nicht in Rechnung gestellt werden würden und im Gegenzug die Agentur von der Senatsverwaltung einen lukrativen Auftrag erhalten solle. Kalayci bestritt die Vorwürfe. Der Prozess begann am 16. Januar 2025.  Die Wirtschaftsstrafkammer des Berliner Landgerichts verurteilte Kalayci am 4. April 2025 wegen Bestechlichkeit zu einer Bewährungsstrafe von einem Jahr und sechs Monaten Haft. Gegen das Urteil wurde Revision eingelegt.